# Nivella rubella
Nivella rubella är en insektsart som beskrevs av Navás 1930. Nivella rubella ingår i släktet Nivella och familjen fångsländor. Inga underarter finns listade i Catalogue of Life.